# Tentellatge (Navès)
Tentellatge és una de les nou entitats de població del municipi de Navès (Solsonès). No té cap nucli de poblament agrupat.

## Etimologia
Segons el lingüista Joan Coromines, el mot «Tentellatge» ve del llatí «tĭnctĭliaginem», nom de l'arbust sumac o tintillaina; del llatí «tĭnctĭlis» ('tintori'), perquè té escorça tintòria, i el sufix «-ago», «-aginis», dels noms de planta.
L'any 839, en l'Acta de consagració i dotació de la catedral d'Urgell, es fa referència al llogarret com a «Illa Tintillagine»; i cap el 1200, en el capbreu de Besora s'hi documenta «Mas del Pugol de la Tentelatge».

## Demografia
| Evolució demogràfica |            |            |            |                   |                   |                   |       |
| Any                  | Nucli urbà | Nucli urbà | Nucli urbà | Poblament dispers | Poblament dispers | Poblament dispers | Total |
| Any                  | Homes      | Dones      | Total      | Homes             | Dones             | Total             | Total |
| 2000                 | 0          | 0          | 0          | 8                 | 8                 | 16                | 16    |
| 2001                 | 0          | 0          | 0          | 10                | 6                 | 16                | 16    |
| 2002                 | 0          | 0          | 0          | 6                 | 7                 | 13                | 13    |
| 2003                 | 0          | 0          | 0          | 6                 | 7                 | 13                | 13    |
| 2004                 | 0          | 0          | 0          | 6                 | 7                 | 13                | 13    |
| 2005                 | 0          | 0          | 0          | 6                 | 7                 | 13                | 13    |
| 2006                 | 0          | 0          | 0          | 4                 | 7                 | 11                | 11    |
| 2007                 | 0          | 0          | 0          | 3                 | 7                 | 10                | 10    |
| 2008                 | 0          | 0          | 0          | 3                 | 7                 | 10                | 10    |
| Font: INE            |            |            |            |                   |                   |                   |       |